# Jonathan Joseph James
Jonathan Joseph James (ur. 12 grudnia 1983 roku, zm. 18 maja 2008 roku) – haker, w sieci działał pod pseudonimem c0mrade.

## Działalność hackerska
W 1999 roku Jonathan James włamał się do komputerów Departamentu Obrony USA, zdobywając dostęp do serwerów dzięki backdoorom. Hacker uzyskał dostęp do ponad trzech tysięcy poufnych wiadomości. W tym samym czasie zdołał też włamać się do komputerów NASA. Atak jednakże został wykryty, ponieważ na 3 tygodnie stronę zamknięto w celu założenia zabezpieczeń. W styczniu 2000 roku dom Jonathana Jamesa został przeszukany. Na sprzęcie należącym do Jonathana Jamesa znaleziono poufne dane. W marcu 2000 roku hacker przyznał się do winy. Z powodu młodego wieku został skazany na 6 miesięcy aresztu domowego oraz zakaz korzystania z komputerów do chwili uzyskania pełnoletności. Z powodu choroby matki oraz braku dostępu do komputera Jonathan James zaczął zażywać narkotyki, za co trafił na pół roku do więzienia po uzyskaniu pełnoletności. W następnych latach Jonathan James leczył się z nałogu narkotykowego oraz uzależnienia od hackerstwa. W 2007 roku atak hackerski na sieć sklepów TJX spowodował kradzież ponad 100 milionów kart kredytowych i numerów bankomatów. Prokurator Stephen Heymann podejrzewał o kradzież Jonathana Jamesa. W czasie przeszukania domu Jonathana Jamesa znaleziono dowody na leczenie się z chorób psychicznych oraz legalnie zarejestrowaną broń, jednak nie było dowodów na udział Jonathana Jamesa w ataku hackerskim. Mimo braku dowodów prokurator Stephen Heymann nadal podejrzewał o kradzież Jonathana Jamesa. Ze względu na strach przed więzieniem oraz problemy psychiczne hacker w 2008 roku popełnił samobójstwo strzelając sobie w głowę. W liście pożegnalnym napisał: Naprawdę, naprawdę nie miałem nic wspólnego z TJX (…) Nie wierzę w tak zwany system sprawiedliwości (…).